# التمرين هو الدواء
التمرين هو الدواء (بالإنجليزية: Exercise is Medicine)‏ هي مبادرة غير ربحية شاركت في إطلاقها الكلية الأمريكية للطب الرياضي والجمعية الطبية الأمريكية في 5 نوفمبر 2007، بدعم من هيئة امكتب الجراح العام الأميركي وعلى رأسها الجرَّاحة العامة الأميريكية الثامنة عشر ريجينا بنجامين.

## نظرة ولمحة تاريخية
تدعو مبادرة ”التمرين هو الدواء“ (EIM) إلى إدراج النشاط البدني الرياضي كمعيار قياسي في العلاج الطبي وعملية رعاية المرضى، حيث تحثُّ مبادرة ”التمرين هو الدواء“ مقدمي الرعاية الصحية على تقييم مستويات النشاط البدني لمرضاهم في كل زيارة إلى المراكز الطبية، وتزويد المرضى غير النشطين بدنيًا باستشارات موجزة، وكتابة وصفة أساسية لممارسة الرياضة حسب كل مريض. قبل مغادرة العيادة، يجب أن يتلقى المرضى غير النشطين أيضًا توجيه نحو البرامج أو المرافق أو الخدمات المحلية المتوفرة في المنطقة التي يعيش فيها المريض وذلك لمساعدتهم وتحفيزهم لكي يصبحوا أكثر نشاطًا من الناحية البدنية. وأيضاً يجب التفريق ما بين طب التمارين الرياضية والطب الرياضي، حيث أنّ كل منهما تخصص مستقل بذاته.
بدأت مبادرة EIM من قبل رئيس الكلية الأمريكية للطب الرياضي روبرت إي ساليس وهو دكتور في الطب FACSM وذلك في عام 2007، والذي استمر في العمل كرئيس لمبادرة EIM منذ إنشائها. وبتوجيه من الدكتور ساليس والمجلس الاستشاري لمبادرة EIM، شغل الدكتور أدريان هاتبر، الحاصل على درجة الدكتوراه، منصب النائب الأول للرئيس وأشرف على تطوير المبادرة على المستوى الدولي العالمي على مدار العقد الأول من إنشائها. وفي الفترة الممتدة من عام 2007 إلى 2017، نمت مبادرة EIM لتصبح مبادرة على مستوى ”الصحة العالمية“ مع تواجد وحضور في أكثر من 40 دولة حول العالم. وركزت السنوات الخمس الأولى من المبادرة على زيادة الوعي العالمي بأن ”التمارين الرياضية هي دواء ذو فعالية جيدة“. وفي الآونة الأخيرة، تحولت الجهود نحو التنفيذ الاستراتيجي لحل EIM كأحد الأنظمة الرسمية في الرعاية الصحية.

## آلية التنفيذ والتطبيق
إن حل ”التمرين هو الدواء“ هو التطبيق العملي لإطار مبادرة EIM في النظام الصحي. تم تصميم حل EIM كعملية بسيطة وموجزة من أربع خطوات يمكن تنفيذها في البيئة السريرية في أقل من خمس دقائق من قبل فريق الرعاية الصحية بأكمله.
1. تتمثل الخطوة الأولى التي تعتبر البداية في حل EIM في التقييم المنهجي لمستويات النشاط البدني لكل مريض. حيث تكون العلامة الحيوية للنشاط البدني هي أداة قائمة على الأدلة والممارسة وتتكون من سؤالين لتحديد ما إذا كان المريض يستوفي المبادئ التوجيهية للنشاط البدني المحددة.[4] وقد تم دمج هذه الأداة لتقييم مستويات النشاط البدني للمريض بنجاح في العديد من أنظمة الرعاية الصحية بما في ذلك أنظمة كايزر بيرماننتي الصحية في شمال[5] وجنوب كاليفورنيا،[6] وكذلك في إنترماونتين هيلث.[7]
2. وتتمثل الخطوة الثانية في تقديم نصائح أو استشارات موجزة بشأن أهمية ممارسة النشاط البدني بشكل منتظم وخاصةً فيما يتعلق بالتاريخ القصة المرضية الخاصة بالمُراجع وحالته الصحية.لقد أثبتت عدة نماذج استشارية في مجال النشاط البدني فعاليتها في رفع مستويات النشاط البدني للمرضى، بما في ذلك نموذج الـ5As (اسأل، انصح، اتفق، ساعد، رتّب)، بالإنجليزية (Ask, Advise, Agree, Assist, Arrange)،[8][9] وأسلوب المقابلة التحفيزية،[10] وتطبيق النموذج عبر النظري.[11]
3. تتمثل الخطوة الثالثة من حل EIM في تزويد المرضى المؤهلين (أي المرضى الذين لا يكملون 150 دقيقة من تمارين النشاط الهوائي (الأيروبيك) المتوسط إلى القوي في الأسبوع) بوصفة أساسية للنشاط البدني، اعتمادًا على صحة المريض ومستوى لياقته البدنية وتفضيلاته الشخصية. ويمكن إعطاء الوصفات الطبية في عدد من الأشكال المختلفة بما في ذلك وصفات التمارين الرياضية التي يتم إدراجها ضمن السجل الصحي الإلكتروني وتقديمها للمريض في ملخص أوراق ما بعد الزيارة الطبية أو في ورقة "روشيته" (وهو شكل مألوف لدى المرضى في تلقي وصفات الأدوية).[12] كان أول برنامج رئيسي للوصفات الطبية للتمارين الرياضية هو الوصفة الطبية الخضراء التي أطلقتها هيئة الرياضة والترفيه النيوزيلندية في عام 1998.[13]
4. يتمثل العنصر الأخير وربما الأكثر أهمية، في حل الوصفة الطبية الخضراء حيث تتميَّز بضمان حصول جميع المرضى المؤهلين وإحالتهم وإرشادهم نحو الموارد الداعمة لمساعدتهم في عملية الانخراط لتحقيق مستويات قياسية من النشاط البدني. حيث تتم إحالة المرضى إلى موارد النشاط البدني الموجودة داخل النظام الصحي (مثل برامج العافية وبرامج إعادة تأهيل القلب وبرامج العلاج الطبيعي) أو البرامج ذات التوجيه الذاتي للمريض (مثل برامج المشي وتطبيقات الهواتف الذكية) أو الموارد المجتمعية. وفي إطار المجتمع المحلي، ينبغي توجيه النظر والاهتمام في جميع أماكن التي يمكن ممارسة النشاط البدني من خلالها (أي مراكز جمعية الشباب المسيحية والمراكز المجتمعية اليهودية وغيرها من مراكز اللياقة البدنية المجتمعية) وجمعية محترفي التمارين الرياضية لإدراجها أيضاً ضمن شبكة النشاط البدني الرياضي.[14]

### جدول يشرح نموذج الـ 5AS:
| النموذج                               | كيف يعمل؟                                                                              | مثال من العيادة                                                                                        |
| ------------------------------------- | -------------------------------------------------------------------------------------- | --- |
| نموذج الـ5As                          | الخمس خطوات المُنظمة                                                                    | مريض سكري                                                                                              |
| (Ask, Advise, Agree, Assist, Arrange) | 1. اسأل عن نشاطه.                                                                      | 1. كم يومًا تمشي فيها أسبوعيًا؟                                                                          |
|                                       | 2. انصح بزيادة النشاط.                                                                 | 2. أنصحك بالمشي ١٥ دقيقة يوميًا.                                                                        |
|                                       | 3. اتفق معه على هدف واقعي.                                                             | 3. هل توافق على المشي ٣ أيام أسبوعيًا؟                                                                  |
|                                       | 4. ساعده بالتوجيهات العملية.                                                           | 4. استخدم السلالم بدل المصعد.                                                                          |
|                                       | 5. رتّب لقاء آخر للمتابعة معه.                                                          | 5. سنلتقي بعد أسبوعين لنتابع تقدمك.                                                                    |
| المقابلة التحفيزية                    | محادثة لمساعدة المريض على اكتشاف دوافعه الداخلية للتغيير.                              | مريض بدين: أخبرني، ما الذي يجعلك ترغب في خسارة الوزن؟ (لا تُلقي نصائح مباشرة، بل استمع لتحفيزه الذاتي). |
| النموذج عبر النظري                    | تحديد مرحلة استعداد المريض للتغيير (مثل: غير مُفكر، مُتردد، مستعد) وتعديل النصائح حسبها. | مريض يدخن: إن كان في مرحلة "التردد"، ركز على فوائد الإقلاع بدل إلقاء المحاضرات!                        |

## شبكة الصحة العالمية التابعة لـ EIM
على مدار العقد الأول من لحظة الإطلاق الرسمي لحملة "التمرين هو الدواء"، توسعت شبكة EIM للصحة العالمية لتشمل شركاء منتشرين ضمن أكثر من 40 دولة حول العالم. "تتكون الشبكة العالمية لـ EIM من مراكز إقليمية تابعة للمبادرة وذلك في كل من:
- تشيلي (المركز الرئيسي لمبادرة EIM في أمريكا اللاتينية).
- ألمانيا (المركز الرئيسي لمبادرة EIM في أوروبا).
- وسنغافورة (المركز الرئيسي لمبادرة EIM في جنوب شرق آسيا).

والتي تساعد في الإشراف على توسيع نطاق المبادرة وتطويرها في مناطقها المُختصة.
لإنشاء مركز وطني لمبادرة EIM يتعين على القيادة المسؤولة في تلك البلاد كسب دعم منظمة وطنية للرعاية الأولية (تمثل الأطباء العامين والممرضين الذين يتعاملون مع المرضى يوميًا)، ومنظمة وطنية للطب الرياضي و/أو علوم التمرين (تقدم الخبرة في تصميم برامج التمارين الآمنة)، بالإضافة إلى مؤسسة أكاديمية رائدة (تُجري الأبحاث وتدريب الكوادر على أحدث الأساليب). كما يُشجع بشدة على دعوة وزارة الصحة الوطنية للمشاركة كجزء من المركز الوطني. يتم استضافة المركز الوطني من قبل مؤسسة وطنية (مؤسسة أكاديمية أو منظمة صحية أو منظمة أخرى غير ربحية) تحت إشراف مدير المركز الوطني الذي يعمل بالنيابة عن المجلس الاستشاري للمركز الوطني.

## روابط خارجية
- الموقع الرسمي.